# Spiralnutfräser
Der Spiralnutfräser wird benutzt, um saubere Nuten oder Aussparungen in Holz mit Hilfe einer Oberfräse zu fräsen.
Ein Spezialgebiet des Spiralnutfräsers ist das Eintauchfräsen. Dadurch ist es möglich, ohne vorzubohren, direkt mit dem Fräser in das Werkstück einzutauchen und mit dem Fräsvorgang zu beginnen.
Es muss bei den Spiralnutfräsern zwischen dem Fräser mit Rechtsdrall und dem mit Linksdrall unterschieden werden.

## Spiralnutfräser mit Rechtsdrall
Der Spiralnutfräser hat eine nach rechts ausgerichtete Spirale.
Vorteil: Dieser Fräser eignet sich besonders gut, um schnelle Nuten und Aussparungen herzustellen, da der Rechtsdrall des Fräsers die Späne sofort anhebt und aus dem Fräsbereich entfernt.
Nachteil: Durch den Rechtsdrall bedingt kann es aber zum ausreißen des Holzes an der oberen Kante der Nut oder Aussparung kommen.

## Spiralnutfräser mit Linksdrall
Der Spiralnutfräser hat eine nach links ausgerichtete Spirale.
Vorteil: Der Fräser mit Linksdrall eignet sich besonders gut, um eine sauber obere Kante der Nut zu fräsen.
Nachteil: Durch den Linksdrall werden die ausgefrästen Späne nicht nach oben und damit aus dem Fräsbereich befördert, sondern nach unten in die ausgefräste Nut gedrückt. Dadurch ist nur ein sehr langsames Fräsen möglich, und es muss insbesondere beim freihändigen Arbeiten auf einen festen Griff der Oberfräse geachtet werden, da diese sonst beim Fräsvorgang durch die Späne angehoben wird.